# 뉴 빅토리 극장

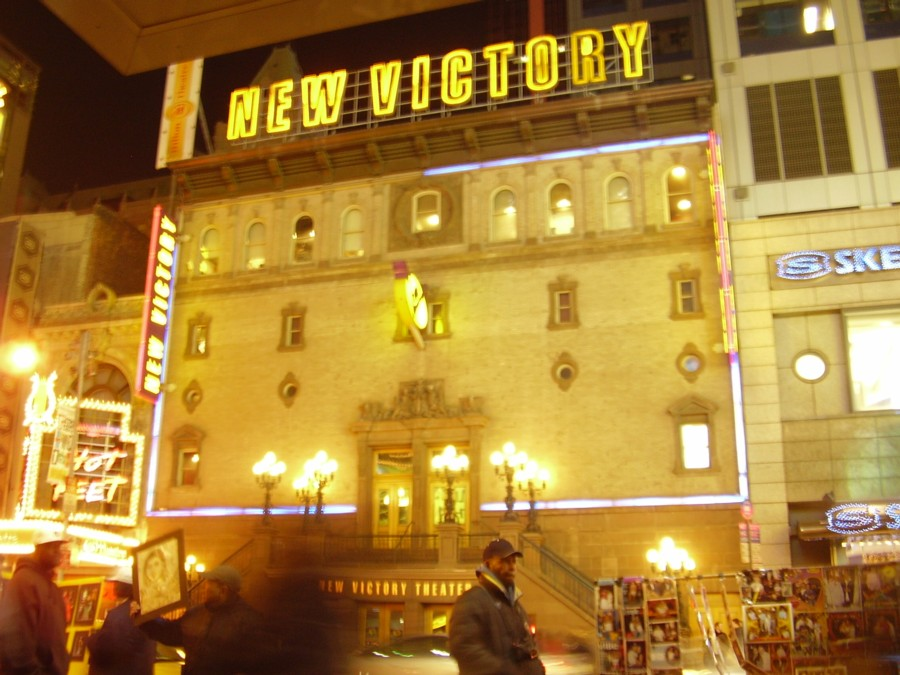
뉴 빅토리 극장

뉴 빅토리 극장(New Victory Theatre)은 미드타운 맨해튼에 7~8 아베 사이에 209 웨스트 42번가에 위치한 오프 브로드웨이 극장이다.

## 역사
뉴 빅토리 극장은 건축가 "오스카 해머"에 건설됐다. 대한민국에서는 난타와스냅이 개봉했으며 현재 월트 디즈니사가 소유하고 있다.